# بافول ماساريك
بافول ماساريك (بالسلوفاكية: Pavol Masaryk)‏ هو لاعب كرة قدم سلوفاكي في مركز الهجوم، ولد في 11 فبراير 1980 في Radimov ‏ في سلوفاكيا. لعب مع أيل ليماسول وفيسوا كراكوف ونادي روجومبيروك ونادي سبارتاك ترنافا ونادي سبارتاك ميافا ونادي سلوفان براتيسلافا ونادي سينيتسا ونادي كراكوفيا الرياضي.

## وصلات خارجية
- بافول ماساريك على موقع الاتحاد الأوربي (الإنجليزية)
- بافول ماساريك على موقع قاعدة بيانات كرة القدم.إي يو (الإنجليزية)
- بافول ماساريك على موقع Soccerway.com (الإنجليزية)
- بافول ماساريك على موقع عالم كرة القدم.نت (الإنجليزية)